# Qualificazioni al campionato mondiale di calcio 1970 - AFC e OFC
Sono elencate di seguito le date e i risultati della zona asiatica (AFC) e oceanica (OFC) per le qualificazioni al mondiale del 1970.

## Formula
Ci furono tre fasi:
- Prima Fase: Israele, Nuova Zelanda e Rhodesia ricevettero il pass per avanzare direttamente alla Seconda Fase. Le 4 squadre rimanenti si sfidarono in un girone all'italiana con partite di andata e ritorno. La vincitrice si qualificò alla Seconda Fase.
- Seconda Fase: Le 4 squadre furono divise in 2 gruppi da 2 squadre. Le vincitrici si qualificarono alla Terza Fase.
- Terza Fase: Le 2 squadre si sfidarono in due partite di andata e ritorno. La vincitrice si qualificò.

## Prima Fase
Tutte le partite della Prima Fase furono giocate a Seul, in Corea del Sud. La Corea del Nord si ritirò per protesta contro la partecipazione di Israele. 
| Data            | Luogo | Squadra 1     | Risultato | Squadra 2 |
| --------------- | ----- | ------------- | --------- | --------- |
| 10 ottobre 1969 | Seul  | Australia     | 3 - 1     | Giappone  |
| 12 ottobre 1969 | Seul  | Corea del Sud | 2 - 2     | Giappone  |
| 14 ottobre 1969 | Seul  | Corea del Sud | 1 - 2     | Australia |
| 16 ottobre 1969 | Seul  | Australia     | 1 - 1     | Giappone  |
| 18 ottobre 1969 | Seul  | Corea del Sud | 2 - 0     | Giappone  |
| 20 ottobre 1969 | Seul  | Corea del Sud | 1 - 1     | Australia |

| Pos | Squadra        | Pti      | G        | V        | N        | P        | GF       | GS       |
| --- | -------------- | -------- | -------- | -------- | -------- | -------- | -------- | -------- |
| 1   | Australia      | 6        | 4        | 2        | 2        | 0        | 7        | 4        |
| 2   | Corea del Sud  | 4        | 4        | 1        | 2        | 1        | 6        | 5        |
| 3   | Giappone       | 2        | 4        | 0        | 2        | 2        | 4        | 8        |
| -   | Corea del Nord | ritirata | ritirata | ritirata | ritirata | ritirata | ritirata | ritirata |

 Australia qualificata alla Seconda Fase.

## Seconda Fase
| Data             | Luogo            | Squadra 1 | Risultato | Squadra 2 |
| ---------------- | ---------------- | --------- | --------- | --------- |
| 23 novembre 1969 | Lourenço Marques | Rhodesia  | 1 - 1     | Australia |
| 27 novembre 1969 | Lourenço Marques | Rhodesia  | 0 - 0     | Australia |

| Pos | Squadra   | Pti | G | V | N | P | GF | GS |
| --- | --------- | --- | - | - | - | - | -- | -- |
| 1=  | Australia | 2   | 2 | 0 | 2 | 0 | 1  | 1  |
| 1=  | Rhodesia  | 2   | 2 | 0 | 2 | 0 | 1  | 1  |

 Australia e  Rhodesia disputano uno spareggio.
| Data             | Luogo            | Squadra 1 | Risultato | Squadra 2 |
| ---------------- | ---------------- | --------- | --------- | --------- |
| 29 novembre 1969 | Lourenço Marques | Rhodesia  | 1 - 3     | Australia |

 Australia qualificata alla Terza Fase.
| Data              | Luogo     | Squadra 1 | Risultato | Squadra 2     |
| ----------------- | --------- | --------- | --------- | ------------- |
| 28 settembre 1969 | Ramat Gan | Israele   | 4 - 0     | Nuova Zelanda |
| 1º ottobre 1969   | Ramat Gan | Israele   | 2 - 0     | Nuova Zelanda |

| Pos | Squadra       | Pti | G | V | N | P | GF | GS |
| --- | ------------- | --- | - | - | - | - | -- | -- |
| 1   | Israele       | 4   | 2 | 2 | 0 | 0 | 6  | 0  |
| 2   | Nuova Zelanda | 0   | 2 | 0 | 0 | 2 | 0  | 6  |

 Israele qualificato alla Terza Fase.

## Terza Fase
| Data             | Luogo     | Squadra 1 | Risultato | Squadra 2 |
| ---------------- | --------- | --------- | --------- | --------- |
| 4 dicembre 1969  | Ramat Gan | Israele   | 1 - 0     | Australia |
| 14 dicembre 1969 | Sydney    | Australia | 1 - 1     | Israele   |

| Pos | Squadra   | Pti | G | V | N | P | GF | GS |
| --- | --------- | --- | - | - | - | - | -- | -- |
| 1   | Israele   | 3   | 2 | 1 | 1 | 0 | 2  | 1  |
| 2   | Australia | 1   | 2 | 0 | 1 | 1 | 1  | 2  |

 Israele qualificato.